# Wanda Supa
Wanda Supa (ur. 1948) – polska filolog, prof. dr hab. nauk humanistycznych, profesor zwyczajny i dyrektor Instytutu Filologii Wschodniosłowiańskiej Wydziału Filologicznego Uniwersytetu w Białymstoku.

## Życiorys
Obroniła pracę doktorską, w 1989 habilitowała się na podstawie oceny dorobku naukowego i pracy zatytułowanej Poetyka współczesnej prozy rosyjskiej. Mimetyzm oraz formy umowne. 17 czerwca 2009 nadano jej tytuł profesora w zakresie nauk humanistycznych. Została zatrudniona na stanowisku profesora zwyczajnego i dyrektora w Instytucie Filologii Wschodniosłowiańskiej na Wydziale Filologicznym Uniwersytetu w Białymstoku.

## Publikacje
- 1996: Twórczość Walentina Katajewa[2]
- 2006: Biblia a współczesna proza rosyjska[2]
- 2016: Obraz Odessy v proizvedeniâh „odesskoj pleâdy[2]
- 2018: W kręgu problemów prozy rosyjskiej końca XX – początku XXI wieku: tematy i konwencje[2]